# Просторни план Републике Српске
Просторни план Републике Српске за период до 2025. године израђен је 2015. године као стратешки документ из области просторног планирања за територију Републике Српске. Овај трећи по реду Просторни план Републике Српске усвојила је Народна скупштина РС 18. фебруара 2015. године и објављен је у Службеном гласнику Републике Српске број 15/2015. План се састоји из два дела, текстуалног и графичког. У свом садржају обрађује следеће тематске области у складу са парадигмом одрживог развоја:
- природа и предио
- заштита и унапређење животне средине
- социјални развој и културна баштина
- економски развој
- инфраструктура
- прекогранична сарадња

Просторни план се састоји из следећих делова:
- општа оцијена стања територије РС
- општа начела и концепција просторног развоја РС
- планска рјешења и политике простора РС
- имплементација просторног плана РС

Просторни план Републике Српске за период до 2015. године израђен је 2008. године као други по реду Просторни план Републике Српске.
Овим просторним планом су били утврђени:
- функционална и регионална организација и коришћење расположивог простора
- добра у општој употреби
- природни ресурси
- материјалне, културне и економске вриједности
- рационално коришћење енергије
- заштита и унепређење животне средине

Просторни план из 2008. године је садржао:
- циљеве даљег просторног развоја
- планска рјешења
- одредбе и смјернице за спровеђење плана

Просторни план Републике Српске за период од 1996. до. 2001. године био је први по реду просторни план за територију целе Републике Српске, претходио је Просторном плану из 2008. године и имао је епитет етапног просторног плана.